# Uniwersytet Kaliski im. Prezydenta Stanisława Wojciechowskiego
Uniwersytet Kaliski im. Prezydenta Stanisława Wojciechowskiego (UK) – uniwersytet utworzony w 2023 w Kaliszu; od 2005 (działając jako publiczna uczelnia zawodowa) nosi imię prezydenta RP Stanisława Wojciechowskiego.

## Historia
15 lipca 1999 utworzono Państwową Wyższą Szkołę Zawodową w Kaliszu.
W latach 2007–2015 Państwowa Wyższa Szkoła Zawodowa w Kaliszu corocznie zajmowała pierwsze miejsce w ogólnopolskim rankingu szkół wyższych, prowadzonym przez miesięcznik „Perspektywy” i dziennik „Rzeczpospolita”, w kategorii „Państwowe wyższe szkoły zawodowe”.
W roku akademickim 2017/2018 studia na uczelni podjęło ponad 1500 nowych studentów, najwięcej na kierunku pielęgniarstwo.
W 2020 była jedyną państwową wyższą szkołą zawodową w Polsce, która miała prawo nadawania stopnia naukowego doktora w dwóch dyscyplinach, w związku z czym uczelnia wystąpiła do Ministerstwa Nauki i Szkolnictwa Wyższego o przekształcenie w akademię, co nastąpiło 1 września tego samego roku.
W 2022 akademia podjęła współpracę z Główną Biblioteką Lekarską im. Stanisława Konopki w celu ponownego utworzenia w Kaliszu oddziału biblioteki (oddział taki działał w latach 1981–2005 przy Kaliskim Towarzystwie Lekarskim; w 2005 oddział został zamknięty, a zbiory biblioteczne oddziału zostały przeniesione do Ciechanowa i znajdowały się w zbiorach tamtejszego oddziału Głównej Biblioteki Lekarskiej w Państwowej Uczelni Zawodowej im. Ignacego Mościckiego w Ciechanowie). 13 maja 2022 w Collegium Medicum na Wydziale Nauk o Zdrowiu otwarto uczelniane Muzeum Pielęgniarstwa. 15 grudnia 2022 Ministerstwo Edukacji i Nauki wydało pozwolenie na utworzenie w roku akademickim 2023/2024 w Akademii Kaliskiej jednolitych studiów magisterskich o profilu ogólnoakademickim na kierunku lekarskim.
1 października 2023 roku, w drodze ustawy, Akademia Kaliska została przekształcona w Uniwersytet Kaliski. Od 14 marca 2025 nową siedzibą władz uczelni i rektoratu jest budynek znajdujący się przy placu Wojciecha Bogusławskiego.

## Nazwy
Od czasu utworzenia uczelnia nosiła następujące nazwy:
- 1999–2005: Państwowa Wyższa Szkoła Zawodowa w Kaliszu[5]
- 2005–2020: Państwowa Wyższa Szkoła Zawodowa im. Prezydenta Stanisława Wojciechowskiego w Kaliszu[3]
- 2020–2023: Akademia Kaliska im. Prezydenta Stanisława Wojciechowskiego[11]
- od 2023: Uniwersytet Kaliski im. Prezydenta Stanisława Wojciechowskiego[20]

## Rektorzy
1. prof. dr hab.Czesław Glinkowski (1999–2008)[21] [22]
2. prof. dr inż. Jan Chajda (2008–2016)[23][24]
3. dr hab. n. med. Magdalena Pisarska-Krawczyk (2016–2018)[25] [26]
4. prof. dr hab. Andrzej Wojtyła (od 2018)[27] [28]

## Władze uczelni
W kadencji 2024–2028:
| Stanowisko                                                      | Imię i nazwisko               |
| --------------------------------------------------------------- | ----------------------------- |
| Rektor                                                          | prof. dr hab. Andrzej Wojtyła |
| Prorektor ds. Nauki                                             | prof. dr hab. Katarzyna Sygit |
| Prorektor ds. Studenckich, Kształcenia i Współpracy z Zagranicą | dr Tatiana Manasterska        |

## Kierunki kształcenia

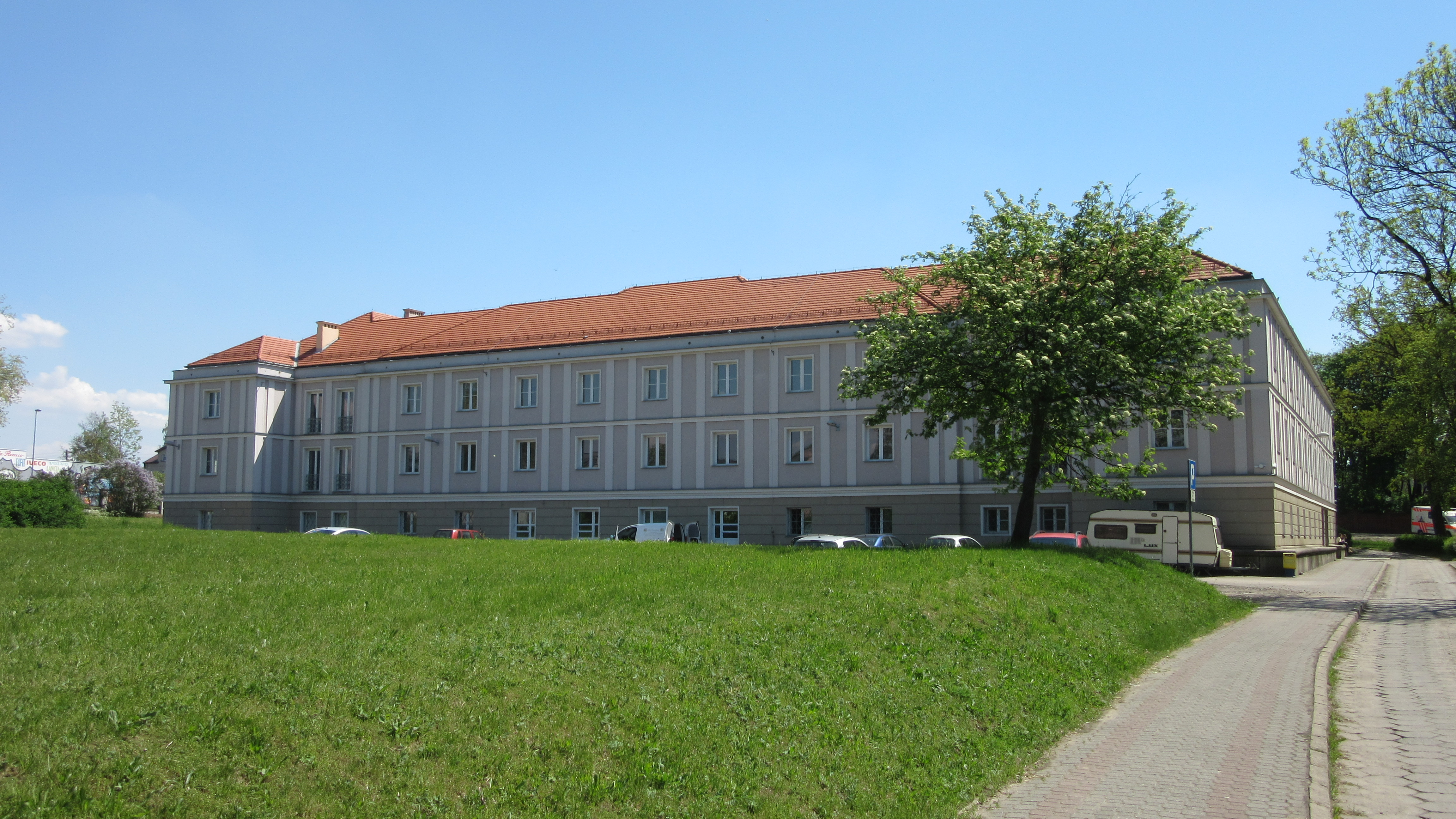
Collegium Medicum Uniwersytetu Kaliskiego

### Wydział Nauk Społecznych
Dostępne kierunki:
- Bezpieczeństwo wewnętrzne (studia I i II stopnia)
- Geopolityka (studia I stopnia)
- Logistyka (studia I i II stopnia)
- Prawo (studia jednolite magisterskie)
- Socjologia bezpieczeństwa (studia I stopnia)
- Zarządzanie  (studia I i II stopnia)
- Zarządzanie i dowodzenie (studia II stopnia)
- Zarządzanie kryzysowe (studia I stopnia)

### Wydział Politechniczny
Dostępne kierunki:
- Biogospodarka (studia I stopnia)
- Budownictwo (studia I stopnia)
- Elektrotechnika (studia I stopnia)
- Informatyka (studia I stopnia)
- Inżynieria Środowiska (studia I i II stopnia)
- Lotnictwo i Kosmonautyka (studia I stopnia)
- Mechanika i Budowa Maszyn (studia I i II stopnia)
- Technologia Żywności i Żywienie Człowieka (studia I stopnia)

### Wydział Medyczny i Nauk o Zdrowiu
Dostępne kierunki:
- Dietetyka (studia I i II stopnia)
- Elektroradiologia (studia I stopnia)
- Fizjoterapia (studia jednolite magisterskie)
- Kosmetologia (studia I i II stopnia)
- Lekarski (studia jednolite magisterskie)
- Pielęgniarstwo (studia I i II stopnia)
- Pielęgniarstwo Pomostowe (studia I stopnia)
- Położnictwo (studia I i II stopnia)
- Położnictwo Pomostowe (studia I stopnia)
- Ratownictwo Medyczne (studia I stopnia)
- Sport (studia I stopnia)
- Terapia Zajęciowa (studia I stopnia)
- Wychowanie Fizyczne (studia I stopnia)
- Wychowanie Fizyczne W Zdrowiu Publicznym (studia II stopnia)
- Zdrowie Publiczne (studia II stopnia)

### Wydział Medyczno-Społeczno-Techniczny we Wrześni
Dostępne kierunki:
- Mechanika i Budowa Maszyn (studia I stopnia)
- Pielęgniarstwo (studia I stopnia)

## Struktura

### Wydział Medyczny i Nauk o Zdrowiu
Dziekan: prof. dr hab. Jacek Piątek
- Katedra Pielęgniarstwa
- Katedra Położnictwa
- Katedra Medycyny Ratunkowej
- Katedra Kosmetologii
- Katedra Fizjoterapii i Odnowy Biologicznej
- Katedra Wychowania Fizycznego i Sportu
- Katedra Medycyny Społecznej i Zdrowia Publicznego
- Katedra Żywności i Żywienia
- Zakład Biofizyki
- Zakład Biologii Molekularnej
- Zakład Histologii z Embriologią

### Wydział Nauk Społecznych
Dziekan: dr Beata Wenerska
- Katedra Logistyki i Transportu
- Katedra Ekonomii i Prawa
- Katedra Finansów i Rachunkowości
- Katedra Marketingu i Badań Rynkowych
- Katedra Zarządzania
- Katedra Zarządzania Kryzysowego
- Katedra Bezpieczeństwa i Obronności

### Wydział Politechniczny
Dziekan: dr inż. Piotr Czarnywojtek
- Katedra Budownictwa
- Katedra Elektrotechniki
- Katedra Informatyki
- Katedra Mechaniki i Budowy Maszyn
- Katedra Biogospodarki Inżynierii Środowiska

### Wydział Prawa
Dziekan: prof. dr hab. Marek Szewczyk
- Instytut Nauk Prawnych

### Wydział Medyczno-Społeczno-Techniczny we Wrześni
Dziekan: dr inż. Przemysław Borecki

### Pozostałe jednostki
- Instytut Badań nad Zdrowiem Kobiety[35]
- Instytut ds. Badań Prewencyjnych[36]
- Instytut - Europejskie Obserwatorium Nierówności Zdrowotnych[37]
- Instytut Inżynierii Mechanicznej[38]
- Instytut Interdyscyplinarnych Badań Historycznych[39]
- Instytut Nauk o Bezpieczeństwie[40]
- Instytut Nauk o Zarządzaniu[41]
- Światowy Instytut Zdrowia Rodziny[42]